# کشورهای مینت

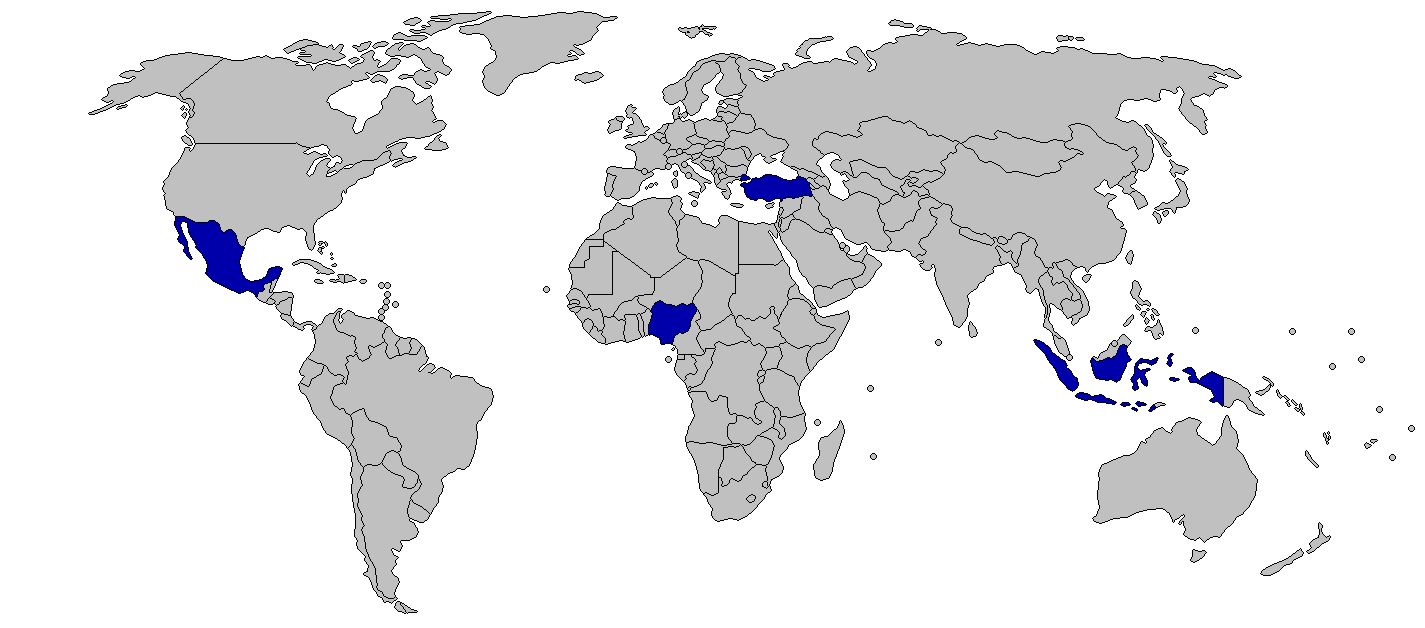
کشورهای مینت

مینت یک نوواژه‌ای است که به اقتصاد کشورهای مکزیک، اندونزی، نیجریه و ترکیه اشاره دارد.
این نوواژه توسط اقتصاددانی به نام جیم اونیل در مورد غول‌های نوظهور اقتصاد جهان ابداع شده‌است، همچنین قبلاً نوواژه کشورهای بریک که اشاره به قدرت‌های اقتصادی بالقوه جهان یعنی برزیل، روسیه، هند و چین دارد توسط وی باب شده‌است.